# Steve Bastoni
Stephen "Steve" Bastoni es un actor italiano-australiano, más conocido por haber interpretado a Steve Parker en la serie Neighbours.

## Biografía
En octubre de 2007 se casó con Bianca Pirrotta, la pareja tiene dos hijos: Roman Edwin Raffaele Bastoni, nacido en julio de 2007, y Valentino Alessandro Bastoni, nacido en junio de 2009.

## Carrera
En 1986 apareció como invitado en varios episodios en la serie dramática Prisoner, donde interpretó a Peter McCormack, el hijo de la presidiaria Nancy McCormack (Julia Blake).
De 1991 a 1996 interpretó al oficial de la policía Yianns "Angel" Angeloupulos en la serie Police Rescue.
En 2003 apareció en la película The Matrix Reloaded, donde interpretó a Soren, el capitán del aerodeslizador "Vigilant".
En 2005 dio vida a Rene LaRoque en la película Man-Thing.
El 23 de julio de 2007 se unió al elenco principal de la popular serie australiana Neighbours, donde interpretó al veterinario Steven "Steve" Parker hasta el 24 de julio de 2009, después de que su personaje decidiera irse luego de la muerte de su hija Bridget. Anteriormente había aparecido por primera vez en la serie en 1985 durante el episodio #1.154 donde dio vida a Alex Baxter. Ese mismo año apareció como invitado en la serie médica All Saints, donde interpretó a Morgan Garrett.
En 2010 se unió al elenco de la popular serie Underbelly: The Golden Mile, donde interpretó al criminal de King Cross, Louis Bayeh. Ese mismo año apareció como invitado en las series Rush y Sea Patrol, donde dio vida a Steve Coburn.
En 2013 apareció como invitado en el noveno episodio de la primera temporada de la serie Mr & Mrs Murder, donde dio vida a Marcus James.

## Filmografía

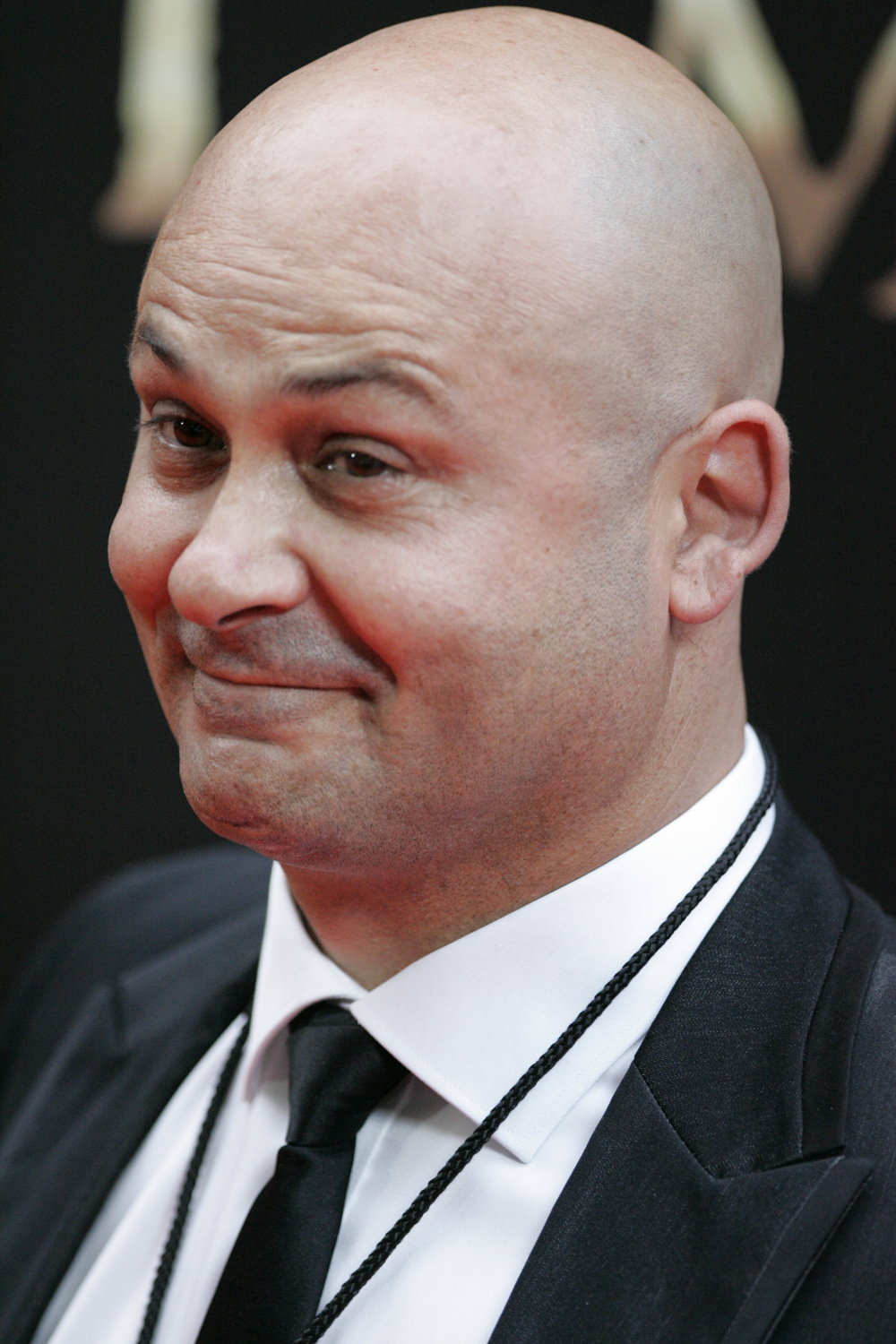
Bastoni en el estreno de la película Les Misérables en diciembre de 2012.

### Series de televisión
| Año           | Serie                       | Personaje                   | Notas                            |
| ------------- | --------------------------- | --------------------------- | -------------------------------- |
| 2017          | Welfare                     | Jon Karagiannis             | 6 episodios                      |
| 2016          | The Wrong Girl              | Craig Peterson              | 3 episodios                      |
| 2016-presente | Wentworth                   | Don Kaplan                  | 8 episodios                      |
| 2015          | Hawai 5.0                   | Tom Bishop                  | 2 episodios                      |
| 2014          | Upper Middle Bogan          | Benji                       | episodio "I Dream of Broccolini" |
| 2014          | Fat Tony & Co               | Charlie Bezzina             | 5 episodios                      |
| 2013          | Mr & Mrs Murder             | Marcus James                | episodio "The Art of Murder"     |
| 2012          | Lowdown                     | Brad Gordon                 | episodio "The Naked Chef"        |
| 2010          | Rush                        | Boogie                      | episodio # 3.21                  |
| 2010          | Underbelly: The Golden Mile | Louis Bayeh                 | 6 episodios                      |
| 2010          | Sea Patrol                  | Steve Coburn                | episodio "Crocodile Tears"       |
| 2010          | Sleuth 101                  | Harry                       | episodio "Inside Chef"           |
| 2007-2009     | Neighbours                  | Steve Parker                | 360 episodios                    |
| 2007          | All Saints                  | Morgan Garrett              | episodio "Choices of the Heart"  |
| 2005-2006     | The Alice                   | Greg                        | 2 episodios                      |
| 2002          | Stingers                    | Nigel Finster               | episodio "Too Much Information"  |
| 2000-2001     | BeastMaster                 | Maloc                       | 2 episodios                      |
| 2000          | Tales of the South Seas     | -                           | episodio "The Eye of Tangaroa"   |
| 2000          | The Lost World              | Ramses                      | episodio "Birthright"            |
| 1998          | Wildside                    | Eric Foley                  | 2 episodios                      |
| 1991-1996     | Police Rescue               | Yianns "Angel" Angeloupulos | 57 episodios                     |
| 1996          | Twisted Tales               | Oficial Paul Bell           | episodio "The Confident Man"     |
| 1995          | Natural Justice             | Paul Tancred                | tv serie                         |
| 1994          | Time Trax                   | Gerald                      | episodio "Catch Me If You Can"   |
| 1991          | G.P.                        | Vic Graziano                | episodio "Solomon's Choice"      |
| 1986          | Prisoner                    | Peter McCormack             | 11 episodios                     |
| 1985          | Special Squad               | -                           | episodio "Wild Man"              |

### Películas
| Año  | Título                             | Personaje                           | Notas                                                                                      |
| ---- | ---------------------------------- | ----------------------------------- | ------------------------------------------------------------------------------------------ |
| 2014 | The Water Diviner                  | Omer                                | junto a Olga Kurylenko, Russell Crowe, Jai Courtney, Isabel Lucas y Jacqueline McKenzie    |
| 2014 | The Half Dead                      | Coronel Hawkins                     | junto a Tasma Walton, Peter Phelps, Jay Laga'aia y Denise Roberts                          |
| 2014 | Silent Night                       | -                                   | junto a Antonio Sabato Jr., Carla Bonner, Clayton Watson, Damien Garvey y Adele Vuko       |
| 2013 | Drift                              | Miller                              | junto a Sam Worthington, Lesley-Ann Brandt, Xavier Samuel, Myles Pollard y Robyn Malcolm   |
| 2012 | Thought Tracker                    | Presidente Stanton                  | corto - junto a Chloe Boreham, Keir Saltmarsh y Nicole Bilson                              |
| 2011 | The Tea Party                      | Cubby                               | corto - junto a Samuel Johnson, Leslie Simpson y Michelle Bourke                           |
| 2008 | The Plex                           | Baron/Morgan Edwards                | junto a John Boxer, Matt Doran y Gabriel Egan                                              |
| 2007 | St. George                         | -                                   | corto - junto a Vince Colosimo, Kate Kendall y Kate Neilson                                |
| 2006 | One Last Shot                      | Detective                           | corto - junto a Bill Hunter, Ralph Cotterill y Denise Roberts                              |
| 2006 | Macbeth                            | Banqup                              | junto a Sam Worthington, Victoria Hill, Lachy Hulme, Damian Walshe-Howling y Nash Edgerton |
| 2006 | Suburban Mayhem                    | Detective Andretti                  | junto a Michael Dorman, Mia Wasikowska, Anthony Hayes, Brendan Cowell y Emily Barclay      |
| 2006 | Fatal Contact: Bird Flu in America | Director McGarrett                  | junto a Joely Richardson, Peter O'Brien, Scott Cohen, Ann Cusack y Jonny Pasvolsky         |
| 2005 | Flink!                             | Willing                             | junto a Sam Worthington, John Boxer, Brett Stiller, Judith McGrath y Ben Dalton            |
| 2005 | Man-Thing                          | Rene LaRoque                        | junto a Matthew Le Nevez, Rachael Taylor y Jack Thompson                                   |
| 2003 | The Matrix Reloaded                | Soren                               | junto a Keanu Reeves, Laurence Fishburne y Carrie-Anne Moss                                |
| 2002 | The Crocodile Hunter               | Detective Reynolds                  | junto a Steve Irwin, David Wenham, Magda Szubanski y Steven Vidler                         |
| 2002 | Counterstrike                      | Capitán Kram                        | junto a Rob Estes, Joe Lando y Rachel Blakely                                              |
| 2001 | He Died with a Felafel in His Hand | Oficial de Sydney                   | junto a Noah Taylor, Emily Hamilton, Romane Bohringer y Damian Walshe-Howling              |
| 2001 | South Pacific                      | Bus Adams                           | junto a Glenn Close, Harry Connick Jr., Rade Serbedzija y Kimberley Davies                 |
| 2000 | Dr. Jekyll and Mr. Hyde            | McAfee                              | junto a Adam Baldwin, Anthony Brandon Wong y Jason Chong                                   |
| 2000 | On the Beach                       | Oficial Neil Hirsch                 | junto a Armand Assante, Bryan Brown, Jacqueline McKenzie, Grant Bowler y Kate Kendall      |
| 1999 | Without Warning                    | Arch Whitelaw                       | junto a Arkie Whiteley y Kym Wilson                                                        |
| 1998 | The Fury Within                    | Dr. Stephen Johnson                 | junto a Ally Sheedy, Costas Mandylor y Vincent Berry                                       |
| 1998 | 15 Amore                           | Alfredo                             | junto a Lisa Hensley, Domenic Galati y Rhiana Griffith                                     |
| 1997 | Wanted                             | Rico                                | junto a Robert Mammone, Ben Oxenbould y Joong-Hoon Park                                    |
| 1996 | Natural Justice: Heat              | Paul Tancred                        | junto a Sonia Todd y Claudia Karvan                                                        |
| 1995 | Blue Murder                        | Michael Drury                       | junto a Richard Roxburgh, Peter Phelps, John Jarratt, Marcus Graham y Alex Dimitriades     |
| 1994 | Police Rescue                      | Oficial Yianns "Angel" Angeloupulos | junto a Gary Sweet, Sonia Todd y Cate Blanchett                                            |
| 1993 | The Heartbreak Kid                 | Dimitri                             | junto a Scott Major, Claudia Karvan, Alex Dimitriades y William McInnes                    |
| 1992 | Frankie's House                    | GI Jarvis                           | junto a Iain Glen, Kevin Dillon, Steven Vidler, Alan David Lee y Stephen Dillane           |
| 1989 | Il Magistrato                      | Robbie Shaw                         | junto a Franco Nero, Catherine Wilkin, Andy Anderson, Carmelina di Guglielmo y Julia Blake |
| 1989 | Closer and Closer Apart            | Sam                                 | junto a George Harlem, Marie-Louise Walker y Linda Hartley                                 |
| 1987 | The Lighthorsemen                  | Soldado                             | junto a Peter Phelps, Gary Sweet y John Walton                                             |
| 1986 | Right Rider                        | Bill                                | corto - junto a Greg Fleet                                                                 |
| 1986 | The Still Point                    | David                               | junto a Nadine Garner y Ben Mendelsohn                                                     |
| 1984 | Melvin, Son of Alvin               | Bullo                               | junto a Gerry Sont, Lenita Psillakis y Jon Finlayson                                       |
| 1983 | A Descant for Gossips              | Howard                              | junto a Kaarin Fairfax, Peter Carroll y Geneviève Picot                                    |

### Videojuegos
| Año  | Juego            | Personaje | Notas                           |
| ---- | ---------------- | --------- | ------------------------------- |
| 2003 | Enter the Matrix | Soren     | prestó su voz para el personaje |

### Teatro
| Año  | Obra                                    | Personaje       | Director (a)    | Teatro            | Notas                                                            |
| ---- | --------------------------------------- | --------------- | --------------- | ----------------- | ---------------------------------------------------------------- |
| 2005 | Show Us Your Roots 3                    | -               | -               | Canberra Theatre  | junto a Umit Bali, Greg Fleet y Terry North                      |
| 2002 | Oliver!                                 | -               | -               | Regent Theatre    | junto a John Waters, Tamsin Carroll, Keegan Joyce y Ben Nicholas |
| 1999 | Popcorn                                 | Wayne           | -               | Lyric Theatre     | -                                                                |
| 1990 | Bad Boy Johnny and The Prophets Of Doom | Charlie Fortune | Terry O'Connell | Melbourne Theatre | junto a Daniel Abineri, Nadine Garner y Gary Olsen               |
| 1985 | The Journey                             | Charlie Fortune | Tes Lyssiotis   | Universal Theatre | junto a Irene Cassimatis, Fiona Corke y Nikos Zarkadas           |

## Premios y nominaciones
| Año  | Categoría                                      | Premio     | Serie    | Resultado |
| ---- | ---------------------------------------------- | ---------- | -------- | --------- |
| 2001 | Best Actor - Male                              | FCCA Award | 15 Amore | Nominado  |
| 2000 | Best Performance by an Actor in a Leading Role | AFI Award  | 15 Amore | Nominado  |